# Ансельм Кентерберийский
Ансе́льм Кентербери́йский (лат. Anselmus Cantuariensis); также известен как Ансельм Аостский (итал. Anselmo d'Aosta; фр. Anselme d'Aoste, Anselme du Bec или Anselme de Cantorbéry; 1033, Аоста, Италия — 21 апреля 1109, Кентербери, Англия) — католический богослов, средневековый философ, архиепископ Кентерберийский (с 1093).
Представитель реализма и один из основоположников схоластики. Доказывал возможность доказательства бытия Бога с помощью онтологического доказательства, им же впервые и сформулированного в трактате «Proslogion» (1077—1078).
Канонизирован Католической церковью в 1494 году. Упоминается Данте Алигьери в разделе «Рай» в «Божественной комедии».

## Биография

### Юность
Ансельм родился в 1033 году в состоятельной семье в Аосте, у перевала Большой Сен-Бернар. Его отец Гундульф происходил из Ломбардии, мать Эрменберга родилась в Аосте и состояла в родственных отношениях с Савойским домом. Её родственник Ансельм был епископом Аосты (умер в 1026 году). В 1032 после смерти короля Бургундии Рудольфа III Аоста оказалась в вассальной зависимости от короля Савойи Гумберта I Белорукого. Семья не была богатой, и Ансельм не мог рассчитывать ни на солидное наследство, ни на сколь-либо гарантированное положение. Известно, что у него была сестра Ричеза (её муж Бургундиус позже участвовал в Первом крестовом походе).
В 15 лет Ансельм решил стать монахом, но отец ему запретил это делать. Вскоре Ансельм пересёк Альпы и несколько лет провёл в Бургундии. У него не было какой-то определённой цели, он «искал себя». После странствий от монастыря к монастырю, обучения в различных церковных школах Франции Ансельм в 1060 году перебрался в Бекский монастырь в Нормандии, один из главных религиозных центров того времени. Его приором был знаменитый тогда Ланфранк. В 1060 году Ансельм вступил в бенедиктинский орден, и вскоре достиг поста приора, а в 1078 году был избран аббатом.

### Аббат Бекского монастыря
В Беке Ансельм написал свои первые философские работы «Monologion» и «Proslogion», принесшие ему европейскую известность и высокую репутацию в сфере богословия. Бекский монастырь, благодаря покровительству Ланфранка, ставшего архиепископом Кентерберийским, превратился в одну из наиболее влиятельных церковных организаций англонормандской монархии со значительными владениями в Англии. В качестве аббата Ансельм неоднократно посещал Британию и вскоре стал рассматриваться как естественный преемник Ланфранка на посту архиепископа. Однако, когда в 1089 году последний скончался, король Вильгельм II не стал спешить замещать пост примаса Англии, пользуясь доходами с земель Кентерберийского архиепископства, которые по феодальному праву в отсутствие епископа принадлежали королю. Лишь спустя четыре года, в 1093 году, когда Вильгельм II тяжело заболел и находился при смерти, он, вероятно, под грузом своих грехов, дал согласие на избрание Ансельма архиепископом. Сам Ансельм, бывший в то время в Англии, пытался отказаться от этого поста, но несмотря на его протесты, избрание состоялось.

### Конфликт с Вильгельмом II
Хотя к моменту своего назначения архиепископом Ансельм был уже авторитетным богословом и выдающимся религиозным деятелем, качествами государственного деятеля он не обладал в той мере, как его предшественник Ланфранк. Став архиепископом и примасом Англии, Ансельм не смог наладить сотрудничество светской и церковной власти государства и защитить финансовые интересы религиозных институтов Англии от посягательств короля Вильгельма II. По характеру мягкий, в вопросах религии и канонического права он был бескомпромиссным и не желал идти на уступки светской власти, испытывающей острый дефицит денежных ресурсов. Положение осложнял тот факт, что король Вильгельм II был полной противоположностью архиепископа: циничным, жестоким и неразборчивым в средствах для усиления королевской власти.
Вскоре после выздоровления короля между ним и Ансельмом вспыхнул конфликт. Архиепископ потребовал возвращения церковных земель, отнятых светской властью после смерти Ланфранка, решающего слова в делах английской церкви и признания папой римским Урбана II. Если первое требование было удовлетворено королём, то согласиться на отказ от права королей единолично определять, какой папа будет признан в Англии, Вильгельм II не мог. Общественное мнение и сам король склонялись к признанию антипапы Климента III, однако Ансельм, уже поддержавший Урбана II в бытность аббатом Бека, оставался верен Урбану. С течением времени конфликт короля и архиепископа усиливался. Между ними возникли новые трения: по вопросу вклада церкви в финансирование военных кампаний Вильгельма II, по поводу нравов, царивших при дворе короля, известного своими гомосексуальными наклонностями. Вскоре Ансельм и Вильгельм окончательно разорвали отношения, причём король открыто заявлял о своей ненависти к архиепископу. В этом конфликте английское духовенство выступило на стороне короля, что показал собор в Рокингеме 25 февраля 1095 года, на котором Ансельм выступил с позиции примата папской власти над королевской. Более того, Вильгельм де Сен-Кале, епископ Даремский, даже потребовал смещения архиепископа и его изгнания из страны.
Вильгельм II тем временем обратился к папе Урбану II с предложением объявить о его признании в Англии взамен на лишение Ансельма сана архиепископа Кентерберийского. В мае 1095 года в Англию прибыл папский легат кардинал Вальтер Альбанский. От имени Урбана он предоставил королю исключительную привилегию, согласно которой без согласия монарха в Англию не мог быть послан ни один священник с легатскими полномочиями. В ответ Вильгельм II официально признал Урбана II папой римским. Однако, добившись своей цели, Вальтер Альбанский отказался обсуждать вопрос о смещении Ансельма и передал архиепископу паллий. Это не способствовало урегулированию противоречий между светской и церковной властью в стране. Король продолжал унижать и игнорировать архиепископа, а в то же время однозначной поддержки папы в своей борьбе за чистоту нравов при дворе Ансельм не нашёл. В ноябре 1097 года Ансельм без разрешения короля покинул Англию и направился в Рим. Это означало его поражение и изъятие доходов архиепископства Кентерберийского в королевскую казну.
В Риме Ансельма ожидал торжественный приём. Папа обращался с ним, как с равным. На некоторое время архиепископ обосновался в монастыре Сан-Сальваторе в Телезе, недалеко от Беневенто, где завершил свой фундаментальный труд «Cur Deus Homo». В октябре 1098 года Ансельм участвовал в церковном соборе в Бари, а в 1099 году — в Риме, на которых были приняты постановления против симонии, светской инвеституры и браков священнослужителей. Однако несмотря на почтение, оказываемое Ансельму в среде высшего католического духовенства Италии, ему не удалось добиться поддержки Урбана II в своём конфликте с королём Англии. Папа отказался отлучить Вильгельма II от церкви. Раздосадованный Ансельм удалился в Лион, где и оставался в гостях у своего друга архиепископа Гуго до смерти короля Вильгельма, последовавшей в 1100 году.

### Борьба против светской инвеституры
После вступления в 1100 году на английский престол Генриха I Ансельм был приглашён вернуться на пост архиепископа Кентерберийского. 23 сентября 1100 года он прибыл в Англию. К этому времени архиепископ стал ярым сторонником клюнийской реформы, поэтому он отказался принять светскую инвеституру на церковные земли от короля. Это вызвало новый кризис в английской церкви. Генрих I, хотя и признавал богословские таланты Ансельма, и питал к нему глубокое уважение, не желал отказываться от древнего права английских королей на инвеституру священнослужителей. Попытка достичь компромисса не увенчалась успехом из-за резкой позиции, занятой в этом вопросе папой Пасхалием II, противником любого вмешательства светской власти в назначение епископов. В 1101 году Ансельм лично отправился в Рим на переговоры с папой, однако потерпев неудачу, не стал возвращаться в Англию: исполнение функций архиепископа Кентерберийского без согласия короля было невозможным. Ансельм вновь поселился в Лионе.
Положение осложнилось в 1105 году, когда папа отлучил от церкви английских епископов, получивших инвеституру от Генриха I. Ансельм также пригрозил отлучением самому королю. Это вынудило Генриха пойти на соглашение. 22 июля 1105 года в нормандском городе Лэгль состоялась личная встреча короля и архиепископа, на которой Генрих согласился вернуть Ансельму доходы с церковных земель взамен на признание епископов, получивших светскую инвеституру. Хотя папа был против такого компромисса, переговоры продолжились. Большое влияние на примирение враждующих сторон оказала сестра короля Адела Нормандская, которая была близка с Иво Шартрским, одним из наиболее авторитетных церковных деятелей Европы начала XII века, который выступал за допущение участия светской власти в процесс назначения епископов. В 1107 году стороны достигли соглашения, которое позднее легло в основу и Вормского конкордата, завершившего борьбу за инвеституру в Германии: король отказался от права духовной инвеституры кольцом и посохом, но сохранил право требования оммажа за земельные владения прелатов. Хотя король признал, что выборы епископов должны быть свободными, однако на практике продолжал оказывать неофициальное влияние на определение кандидатур на замещение вакантных церковных кафедр. Более того, по всей видимости, Ансельм согласился на то, что оммаж королю прелаты должны были приносить до рукоположения, что в будущем дало монархам Англии решающий голос в процессе назначения высшего духовенства страны.

### Смерть и канонизация
После урегулирования проблемы инвеституры, Ансельм в 1107 году вернулся в Англию. Он утвердил епископов, выбранных королём, и оставшиеся два года жизни провёл в Кентербери, занимаясь текущими делами английской церкви. Он скончался 21 апреля 1109 года. В 1494 году Ансельм был канонизирован папой Александром VI. В 1720 году Климент XI провозгласил Ансельма Учителем Церкви. День памяти Святого Ансельма — 21 апреля — празднуется в католической, англиканской и лютеранской церквях.

## Доказательства бытия Бога
Ансельм считал веру основой рационального знания.
Вывел бытие Бога из самого понятия Бога (онтологическое доказательство бытия Бога).
1. Все стремится к Благу — но Бог и есть Абсолютное Благо
2. Все ограничено и имеет некий верхний предел. Это и есть Бог.
3. Бытие целое по какой-то причине. Это и есть Бог.
4. Бог как совершенство

Бог превосходит по величине все мыслимое. Значит, он существует вне нас и вне этого мира (Бог есть, потому что Он есть — то есть Бог при рождении человека вкладывает в его разум идею о Себе).

## «Юридическая» теория искупления
Ансельм считается первым, кто систематически изложил суть христианского учения об искуплении в юридических терминах, хотя тенденции к их использованию проявлялись уже во II—III веках. В трактате «Cur Deus homo» («Почему Бог стал человеком») оно излагается так:
1. Первородный грех — преступление против Божественного миропорядка, а следовательно, оскорбление Бога.
2. Так как Бог — бесконечно великое Существо, оскорбление Его следует считать бесконечно великим.
3. Нужно было удовлетворение за грех, которое даже всё человечество, будучи ограниченным и греховным, не может принести.
4. Только Сам Бог, как Существо бесконечное, может принести удовлетворение и приносит его (в лице Сына Божия), пострадав на Кресте, для чего и вочеловечился.

Теория Ансельма привлекла внимание многих русских богословов в связи со спорами о том, насколько соответствует Православию учение об Искуплении, господствовавшее в Синодальный период, в частности, в связи с заявлениями о проникновении в православное богословие «чуждых ему латинских учений». Впрочем, богословие Синодального периода не сводилось к теории Ансельма, а включало в себя и учение об исцелении от греха человеческой природы благодатью. Так, некоторые богословы (например, митр. Антоний (Храповицкий)) считали, что «юридизм» вообще не выражает сути Искупления и является лишь отражением феодальных обычаев сатисфакции, имеющих языческое происхождение; другие (например, Лосский В. Н.) — что ошибка Ансельма была не в использовании юридических образов, а в том, что это всего лишь образы, а не выражение самой таинственной сути Искупления; третьи (например, протопресв. Михаил Помазанский), считали, что католическое понимание является суженным и односторонним по сравнению с православным, но понятие «удовлетворения» всё же не чуждо Православию, или (напр. Айвазов И. Г.) решительно отстаивали традиционность богословия Синодального периода.